# Aglaophenia dannevigi
Aglaophenia dannevigi är en nässeldjursart som beskrevs av V.S. Bale 1914. Aglaophenia dannevigi ingår i släktet Aglaophenia och familjen Aglaopheniidae. Inga underarter finns listade i Catalogue of Life.